# Toma (Käse)

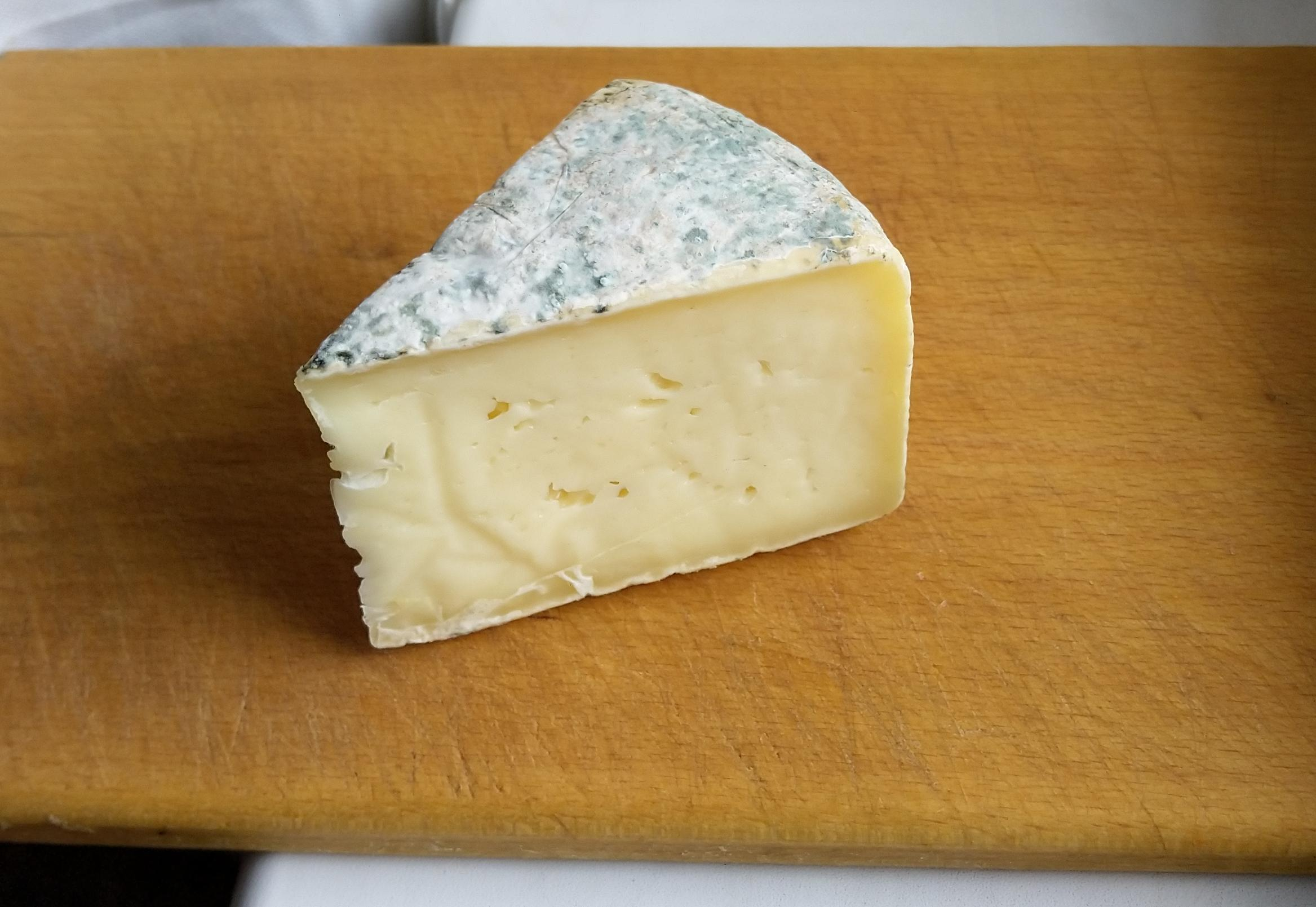
Angeschnittener Toma

Toma (piemontesisch für Käse) ist eine Sammelbezeichnung für eine Familie von Käsesorten aus Norditalien und angrenzenden Regionen. Die Käse unterscheiden sich untereinander stark. Fast alle werden aus Kuhmilch produziert, und die meisten von ihnen sind halbfest oder weich. Oft wird für einen Toma Rohmilch aus zwei verschiedenen Melkgängen (einer morgens, einer abends) genommen. Ein Tomino ist eine kleinere, frischere Version dieser Käse.
Von den verschiedenen Sorten sind Toma Piemontese als Denominazione d’Origine Protetta (DOP) durch die EU und Toma di Gressoney als Prodotto agroalimentare tradizionale (PAT) durch Italien geschützt. Der Toma Piemontese wird dabei im gesamten Piemont rein aus Kuhmilch produziert, diese kann allerdings Voll- oder Halbfettmilch sein, und Rohmilch oder auch pasteurisierte Milch. Mit dem Aufkommen der Slow-Food-Bewegung und dem neuen Interesse an traditionellen Herstellungsformen aus kleinen Betrieben hat sich auch Zahl und Vielfalt der Toma-Käse in den Jahren seit der Jahrtausendwende stark vermehrt.
Weitere bekannte Toma sind der Tomino di Melle, der Toma di Balme und der Toma di Lanzo. Toma di Balme wird aus Milch von Rindern der Rasse Valdostana pezzata rossa gewonnen, die im Aostatal stehen. Toma di Lanzo wird in den Tälern des Valli di Lanzo gewonnen, dort gepresst,  getrocknet und gesalzen, und ist damit fester, als die meisten anderen Toma. In der Provinz Cuneo wird vor allem aus Schafsmilch der Toma Testun gewonnen. Der Toma Mottarone ist ein strohgelber Rohmilchkäse, der auf den Hängen des Mottarone zwischen Lago Maggiore und Ortasee produziert wird. Der Toma Ossolana Alpeggio wird in einem relativ kleinen Gebiet in den Bergen des Aostatal produziert, wo die Kühe oft noch von Hand gemolken werden, und auf den Wiesen einer geschützten Landschaft weiden. Der weiter verbreitete Toma Ossolana Rodolfo wird ähnlich dem Alpeggion hergestellt, kommt jedoch aus einem größeren Gebiet, wird meist mit weniger Handarbeit hergestellt, und hat eine längere Reifezeit als der Alpino.
Toma-Käse wird pur gegessen, aber aufgrund seiner meist schmelzenden Eigenschaften auch gerne zusammen mit Polenta oder Risotto zubereitet.
Nah verwandt sind die Toma mit dem Fontina-Käse aus dem Aostatal und den französischen Tomme-Käsen.